# 3DO
3DO ime je za igraću konzolu koju je razvila američka tvrtka The 3DO Company dok su tehnologiju licencirale japanske tvrtke Panasonic, Sanyo te korejski Goldstar. 3DO konzola je za svoje vrijeme bila veoma napredna:  32-bitni RISC mikroprocesor, dva grafička ko-procesora, posebno izgrađen integrirani krug za zvuk, 2MB DRAMa, 1MB video memorije, CD-ROM te mogućnost uključivanja osam kontrolera. Panasonic, Sanyo i Goldstar izbacile su na tržište svoje inačice 3DO konzole 1993. i 1994., no zbog previsoke cijene te zasićenosti tržišta konzola 3DO ubrzo se prestaje proizvoditi 1995.